# ハイゼット超新星探索チーム
ハイゼット超新星探索チーム（ハイゼットちょうしんせいたんさくチーム、High-z Supernova Search Team）は、銀河外の超新星の観測を用いて宇宙の加速膨張の検証に取り組む国際的なチームである。

## 概要
アメリカ合衆国の天文学者ロバート・キルシュナーらが立ち上げた学際的・国際的な宇宙観測チームであるが、キルシュナーは本来の研究対象が超新星など可視的な観測可能な宇宙であったため、宇宙の加速膨張やダークエネルギー等に関する専門家であるブライアン・P・シュミットがこの探索チームのリーダーを務め、アダム・リースもメンバーの一員となった。1998年、シュミット率いるハイゼット超新星探索チーム、その他のチームが、宇宙の膨張が加速しているということを観測で発見し、宇宙論の世界的な雑誌の一つであるサイエンス誌はこの発見を1998年最大の宇宙論的ブレイクスルーであると評価した。1929年、エドウィン・ハッブルが宇宙が膨張していることを観測で発見して以来、数十年以上が経過しており、膨張宇宙に関する観測的宇宙論の久々の成果であった。
2011年のノーベル物理学賞は、この宇宙の加速膨張を発見した観測研究に贈られた。受賞者3人のうち、2名はハイゼット超新星探索チームのメンバーで、リーダーのブライアン・シュミット（オーストラリア国立大学）、メンバーのアダム・リース（ジョンズ・ホプキンズ大学）が受賞した。賞の半分をもう一人の受賞者であるローレンス・バークレー国立研究所のソール・パールマッターが、残りの半分をシュミットとリースが分け合った。